# Buddy Van Horn
Wayne „Buddy” Van Horn (ur. 20 sierpnia 1928 w Universal City, zm. 11 maja 2021 w Los Angeles) – amerykański koordynator kaskaderów i reżyser filmowy.

## Życiorys
Urodził się w Universal City w Kalifornii, gdzie jego ojciec pracował jako weterynarz dla koni i dużych zwierząt w Universal Studios. Miał starszego brata Jimmy’ego. Podobnie jak reszta jego rodziny, stał się utalentowanym jeźdźcem w młodym wieku. Przez dwa lata służył w United States Army w Niemczech podczas zimnej wojny, a następnie wrócił do Stanów Zjednoczonych i na początku lat 50. rozpoczął pracę w branży telewizyjnej i filmowej w Hollywood.
Był kaskaderem w westernach – I Killed Geronimo (1950), Warpath (1951), Cave of Outlaws (1951), Silver City (1951), Syn Bladej Twarzy (Son of Paleface, 1952) z udziałem Boba Hope’a, Jane Russell i Roya Rogersa, Gunsmoke (1953) z Audie Murphy, Ride Clear of Diablo (1954) z Susan Cabot oraz Taza, syn Koczisa (Taza, Son of Cochise, 1954) z Rockiem Hudsonem w roli tytułowej. Najważniejszym momentem wczesnej kariery była jego rola jako dublera i kaskadera Guya Williamsa w serialu Walta Disneya Zorro (1957-1958). Był równie biegły w szermierce i scenach walk, a swoje umiejętności zaprezentował m.in. jako żołnierz w filmie historyczno-kostiumowym Stanleya Kubricka Spartakus (1960) z Kirkiem Douglasem i dramacie historycznym Franklina J. Schaffnera Bóg wojny (The War Lord, 1965) z Charltonem Hestonem. Do głównych gwiazd, których był dublerem, należały: Gregory Peck (Złoto MacKenny (1969)), James Stewart (Szeryf z Firecreek (1968)) i Henry Fonda (Klub Towarzyski Cheyenne (1970)).
W 1967 rozpoczął wieloletnią współpracę z Clintem Eastwoodem jako dubler, kaskader i koordynatora kaskaderów przy takich produkcjach jak Mściciel (High Plains Drifter, 1973), Strażnik prawa (The Enforcer, 1976), Wyzwanie (The Gauntlet, 1977), Nagłe zderzenie (Sudden Impact, 1983) i Na linii ognia (In the Line of Fire, 1993). Wyreżyserował trzy filmy fabularne z Clintem Eastwoodem w roli głównej – Jak tylko potrafisz (Any Which Way You Can, 1980), Pula śmierci (The Dead Pool, 1988) i Różowy cadillac (Pink Cadillac, 1989). Był też drugim reżyserem filmów z Eastwoodem – Siła magnum (Magnum Force, 1973), Niesamowity jeździec (Pale Rider, 1985), Żółtodziób (The Rookie, 1990) i Władza absolutna (Absolute Power, 1997). W 2002 został wprowadzony do Galerii Sław kaskaderów i otrzymał Taurus Lifetime Achievement Stunt Award. Był członkiem stowarzyszenia Stuntmens Association.
Zmarł 11 maja 2021 w Los Angeles w wieku 92 lat

## Wybrana filmografia

### Reżyser
- Jak tylko potrafisz (1980)
- Pula śmierci (1988)
- Różowy cadillac (1989)

### Aktor
- Spartakus (1960) jako żołnierz
- Oszukany (1971) jako żołnierz
- Mściciel (1973) jako Jim Duncan
- Z zaciśniętymi zębami (1975) jako Slim
- Magnum (1980-88; serial TV) jako Jack (gościnnie)
- Niesamowity jeździec (1985) jako woźnica
- Błękitny gliniarz (1988) jako oficer policji